# Willy Kaiser
Willy Kaiser (n. 16 ianuarie 1912, Pobiedziska, voievodatul Polonia Mare, Polonia – d. 24 iulie 1986, Gladbeck, Republica Federală Germania) a fost un boxer ce a reprezentat Germania, medaliat olimpic. A participat la o ediție a Jocurilor Olimpice (1936) în care a câștigat o medalie de aur.

## Participări
Lista de mai jos prezintă principalele competiții la care a participat Willy Kaiser de-a lungul carierei.
- boxing at the 1936 Summer Olympics – flyweight[*]